# Kněz u Hrazan
Kněz u Hrazan je přírodní památka v lese přibližně půl kilometru severně od obce Hrazany v okrese Písek, která je chráněna kvůli kamennému poli, tvořenému balvany různých velikostí s rozsáhlými skalními mísami. Oblast byla pojmenována po největším balvanu v oblasti, který se místně nazývá „Kněz“. Kromě kamenného pole se zde nachází i smíšený les, který se rozkládá na celém území památky. Památka spadá pod správu Krajského úřadu Jihočeského kraje.
Oblast geologicky spadá do Českého masivu, konkrétněji do moldanubika. Žulové balvany vznikly dvoufázově, ve třetihorách došlo k obnažení žulových jader ze zvětralé horniny a následně pak ve čtvrtohorách ke zformování mís s odtokovými žlábky. V současnosti se balvany tvořící památku nacházejí roztroušeny od úpatí až po vrcholek kopce v nadmořské výšce od 510 do 550 metrů nad mořem.

## Přírodní podmínky

### Geologie

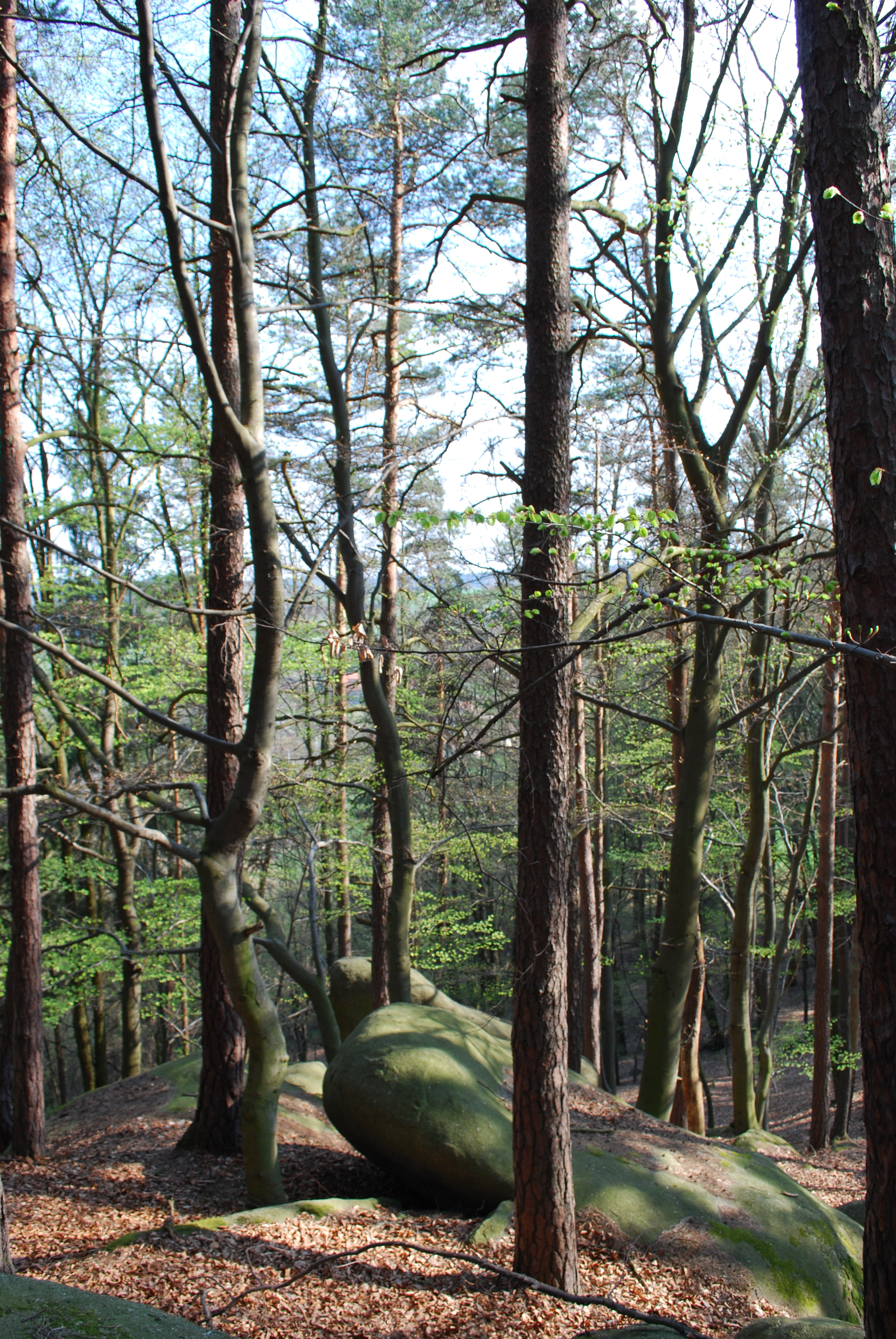
Chráněné území

Chráněno je zde balvanové moře a rozptýlené žokovité balvany porfyricky amfibol-biotitické melanokrátní žuly typu Čertovo břemeno. Největší balvan v této oblasti je o rozměrech až 8×4 m. Na několika balvanech jsou vytvořeny skalní mísy s odtokovými žlábky, z nichž největší je mísa má rozměr 100×70 cm a hloubku okolo 20 cm.
Největší balvan je místně nazýván Kněz a na jeho svislé, přes 2 metry vysoké boční stěně se nachází několik dutin typu tafone.

### Flóra
Chráněn je dále smíšený lesní porost o složení: borovice lesní (Pinus sylvestris), buk lesní (Fagus sylvatica), habr obecný (Carpinus betulus), dub letní (Quercus robur), javor klen (Acer pseudoplatanus), bříza bělokorá (Betula pendula) a lípa malolistá (Tilia cordata). Území je jinak po botanické stránce chudé. Ze zajímavějších druhů byl zaznamenán např. černýš hajní (Melampyrum nemorosum).

## Turismus
Okolo památky prochází červená turistická značka vedoucí z Milevska do Petrovic, ale samotná památka není turistickou cestou přístupná. Pro zhlédnutí je nutné opustit cestu a vyrazit do lesního porostu. Na okraji památky je umístěno jedno z naučných zastavení Naučné stezky Kovářovskem.